# Nederlandse kampioenschappen schaatsen afstanden 2022 - 1000 meter vrouwen
De 1000 meter vrouwen op de Nederlandse kampioenschappen schaatsen afstanden 2022 werd gereden op zondag 31 oktober 2021 in ijsstadion Thialf te Heerenveen. 
Er stonden 24 deelneemsters aan de start.
Titelverdedigster was Jutta Leerdam, die haar titel succesvol verdedigde, met een nieuw baanrecord van 1.13,15.

## Uitslag
| #      | Schaatsster        | Tijd    |    |
| ------ | ------------------ | ------- | -- |
| Goud   | Jutta Leerdam      | 1.13,15 | BR |
| Zilver | Femke Kok          | 1.14,16 |    |
| Brons  | Ireen Wüst         | 1.14,42 |    |
| 4      | Marrit Fledderus   | 1.14,70 | PR |
| 5      | Antoinette de Jong | 1.14,76 |    |
| 6      | Lotte van Beek     | 1.15,23 |    |
| 7      | Letitia de Jong    | 1.15,25 |    |
| 8      | Jorien ter Mors    | 1.15,26 |    |
| 9      | Helga Drost        | 1.15,36 | PR |
| 10     | Sanneke de Neeling | 1.15,37 |    |
| 11     | Elisa Dul          | 1.15,44 |    |
| 12     | Myrthe de Boer     | 1.15,51 | PR |
| 13     | Esmé Stollenga     | 1.15,70 | PR |
| 14     | Michelle de Jong   | 1.15,70 |    |
| 15     | Marijke Groenewoud | 1.15,90 |    |
| 16     | Isabel Grevelt     | 1.16,14 | PR |
| 17     | Dione Voskamp      | 1.16,62 |    |
| 18     | Naomi Verkerk      | 1.16,68 | PR |
| 19     | Leonie Bats        | 1.16,73 | PR |
| 20     | Isabelle van Elst  | 1.16,97 |    |
| 21     | Kim Talsma         | 1.17,24 | PR |
| 22     | Femke Beuling      | 1.17,39 |    |
| 23     | Esther Kiel        | 1.17,54 | PR |
| 24     | Marit van Beijnum  | 1.18,30 | PR |

Uitslag
1987 · 
1988 · 
1989 · 
1990 · 
1991 · 
1992 · 
1993 · 
1994 · 
1995 · 
1996 · 
1997 · 
1998 · 
1999 · 
2000 · 
2001 · 
2002 · 
2003 · 
2004 · 
2005 · 
2006 · 
2007 · 
2008 · 
2009 · 
2010 · 
2011 · 
2012 · 
2013 · 
2014 · 
2015 · 
2016 · 
2017 · 
2018 · 
2019 · 
2020 · 
2021 · 
2022 · 
2023 · 
2024 · 
2025